# Spilosoma flavoabdomina
Spilosoma flavoabdomina är en fjärilsart som beskrevs av Daniel 1943. Spilosoma flavoabdomina ingår i släktet Spilosoma och familjen björnspinnare. Inga underarter finns listade i Catalogue of Life.